# Frans tenniskampioenschap 1927
De 32e editie van het Franse grandslamtoernooi, Franse tenniskampioenschappen 1927, werd gehouden van vrijdag 27 mei tot en met woensdag 4 juni 1927. Voor de vrouwen was het de 26e editie. Tegenwoordig staat het toernooi bekend als Roland Garros, vernoemd naar de toernooilocatie vanaf 1928. Het toernooi werd gespeeld in het Stade Français in Parijs.
Kea Bouman won als eerste Nederlandse tennisser een enkelspeltitel op een grandslamtoernooi. Tot op 2023 won bij de valide tennissers alleen Richard Krajicek het toernooi van Wimbledon in 1996.

## Belangrijkste uitslagen
Mannenenkelspel

Finale: René Lacoste (Frankrijk) won van Bill Tilden (VS) met 6–4, 4–6, 5–7, 6–3, 11–9
Vrouwenenkelspel

Finale: Kea Bouman (Nederland) won van Irene Peacock (Zuid-Afrika) met 6–2, 6–4
Mannendubbelspel

Finale: Henri Cochet (Frankrijk) en Jacques Brugnon (Frankrijk) wonnen van Jean Borotra (Frankrijk) en René Lacoste (Frankrijk) met 2–6, 6–2, 6–0, 1–6, 6–4
Vrouwendubbelspel

Finale: Irene Peacock (Zuid-Afrika) en Bobbie Heine (Zuid-Afrika) wonnen van Peggy Saunders (VK) en Phoebe Holcroft-Watson (VK) met 6–2, 6–1
Gemengd dubbelspel

Finale: Marguerite Broquedis (Frankrijk) en Jean Borotra (Frankrijk) wonnen van Lilí de Álvarez (Spanje) en Bill Tilden (VS) met 6–4, 2–6, 6–2
Junioren

Jongensenkelspel werd voor het eerst in 1947 gespeeld.
Meisjesenkelspel werd voor het eerst in 1953 gespeeld.
Dubbelspel bij de junioren werd voor het eerst in 1981 gespeeld.
1891 · 1892 · 1893 · 1894 · 1895 · 1896 · 1897 · 1898 · 1899 · 1900 · 1901 · 1902 · 1903 · 1904 · 1905 · 1906 · 1907 · 1908 · 1909 · 1910 · 1911 · 1912 · 1913 · 1914 · 1915–1919 · 1920 · 1921 · 1922 · 1923 · 1924 · 1925 · 1926 · 1927 · 1928 · 1929 · 1930 · 1931 · 1932 · 1933 · 1934 · 1935 · 1936 · 1937 · 1938 · 1939 · 1940–1945 · 1946 · 1947 · 1948 · 1949 · 1950 · 1951 · 1952 · 1953 · 1954 · 1955 · 1956 · 1957 · 1958 · 1959 · 1960 · 1961 · 1962 · 1963 · 1964 · 1965 · 1966 · 1967
↓ open tijdperk ↓
1968 (m-v-md-vd-gd) · 1969 (m-v-md-vd-gd) · 1970 (m-v-md-vd-gd) · 1971 (m-v-md-vd-gd) · 1972 (m-v-md-vd-gd) · 1973 (m-v-md-vd-gd) · 1974 (m-v-md-vd-gd) · 1975 (m-v-md-vd-gd) · 1976 (m-v-md-vd-gd) · 1977 (m-v-md-vd-gd) · 1978 (m-v-md-vd-gd) · 1979 (m-v-md-vd-gd) · 1980 (m-v-md-vd-gd) · 1981 (m-v-md-vd-gd) · 1982 (m-v-md-vd-gd) · 1983 (m-v-md-vd-gd) · 1984 (m-v-md-vd-gd) · 1985 (m-v-md-vd-gd) · 1986 (m-v-md-vd-gd) · 1987 (m-v-md-vd-gd) · 1988 (m-v-md-vd-gd) · 1989 (m-v-md-vd-gd) · 1990 (m-v-md-vd-gd) · 1991 (m-v-md-vd-gd) · 1992 (m-v-md-vd-gd) · 1993 (m-v-md-vd-gd) · 1994 (m-v-md-vd-gd) · 1995 (m-v-md-vd-gd) · 1996 (m-v-md-vd-gd) · 1997 (m-v-md-vd-gd) · 1998 (m-v-md-vd-gd) · 1999 (m-v-md-vd-gd) · 2000 (m-v-md-vd-gd) · 2001 (m-v-md-vd-gd) · 2002 (m-v-md-vd-gd) · 2003 (m-v-md-vd-gd) · 2004 (m-v-md-vd-gd) · 2005 (m-v-md-vd-gd) · 2006 (m-v-md-vd-gd) · 2007 (m-v-md-vd-gd) · 2008 (m-v-md-vd-gd) · 2009 (m-v-md-vd-gd) · 2010 (m-v-md-vd-gd) · 2011 (m-v-md-vd-gd) · 2012 (m-v-md-vd-gd) · 2013 (m-v-md-vd-gd) · 2014 (m-v-md-vd-gd) · 2015 (m-v-md-vd-gd) · 2016 (m-v-md-vd-gd) · 2017 (m-v-md-vd-gd) · 2018 (m-v-md-vd-gd) · 2019 (m-v-md-vd-gd) · 2020 (m-v-md-vd) · 2021 (m-v-md-vd-gd) · 2022 (m-v-md-vd-gd) · 2023 (m-v-md-vd-gd) · 2024 (m-v-md-vd-gd)
Lijst van Roland Garroswinnaars